# IC 3434
IC 3434 ist eine Spiralgalaxie vom Hubble-Typ Sbc im Sternbild  Coma Berenices am Nordsternhimmel. Sie ist schätzungsweise 645 Millionen Lichtjahre von der Milchstraße entfernt.
Das Objekt wurde am 7. Mai 1904 von Royal Harwood Frost entdeckt.